# Lubmin

Lubmin es un municipio situado en el distrito de Pomerania Occidental-Greifswald, en el estado federado de Mecklemburgo-Pomerania Occidental (Alemania), a una altitud de 5 metros. Su población a finales de 2016 era de 2000 habs. y su densidad poblacional, 150 hab/km².
En los alrededores de Lubmin se encuentra la instalación interina de almacenaje norte, para desechos nucleares.